# Колоніальний орден Зірки Італії
Колоніальний орден Зірки Італії  (італ. Ordine coloniale della Stella d'Italia) — орден Італійського королівства.

## Історія
Орден було засновано королем Віктором Еммануїлом III 18 січня 1914 року для заохочення військовослужбовців та італійських громадян за видатні заслуги під час їхньої служби в колоніальних землях Італійського королівства. Іноді орденом нагороджували представників тубільного населення за заслуги перед короною Італії.
Щорічно орденом могли нагороджувати не більше ніж 4 осіб — Великим хрестом, 7 — відзнакою Великого офіцера, 20 — командора ордену, 50 — ступенем офіцера ордену та 150 — кавалером ордена Зірки Італії. Через таки обмеження цей орден залишається одним з найрідших відзнак Італії.

## Ступені
|                            |        |          |                |                         |
| Стрічки Королівства Італії |        |          |                |                         |
| Кавалер                    | Офіцер | Командор | Великий офіцер | Кавалер великого хреста |

## Українці, нагороджені цим орденом
- Леонід Новохатько — офіцер (2013)
- Оксана Мороз-Хант — кавалер (2014)
- Леонід Губерський — командор (2014)[1]
- Роман Васько — командор (2015)[2]
- Анатолій Солов'яненко — кавалер (2015)[3]
- Микола Дядюра — кавалер (2015)
- Людмила Монастирська — кавалер (2015)
- Костянтин Балабанов — командор (2015)[4]
- Сергій Магера — кавалер (2016)[5]
- Анжеліна Швачка — кавалер (2016)
- Оксана Білозір — кавалер (2016)[6]
- Сергій Тарута — кавалер (2017)[7]
- Андрій Шевченко — кавалер (2018)
- Олена Сминтина — кавалер (2018)[8]
- Сергій Алексєєв — кавалер (2018)[9]
- Зенко Афтаназів — кавалер (2018)[10]
- Мар'яна Прокопович — кавалер (2019)
- Геннадій Чижиков — кавалер (2020)